# Hans Stoltenberg Lerche
Hans Stephan Stoltenberg Lerche (* 11. August 1867 in Düsseldorf; † 17. April 1920 in Rom) war ein Art-nouveau-Kunsthandwerker und -Bildhauer norwegischer Staatsbürgerschaft. Er signierte mit H. St. Lerche, was irrtümlich oft als Sankt Lerche gedeutet wurde.

## Leben

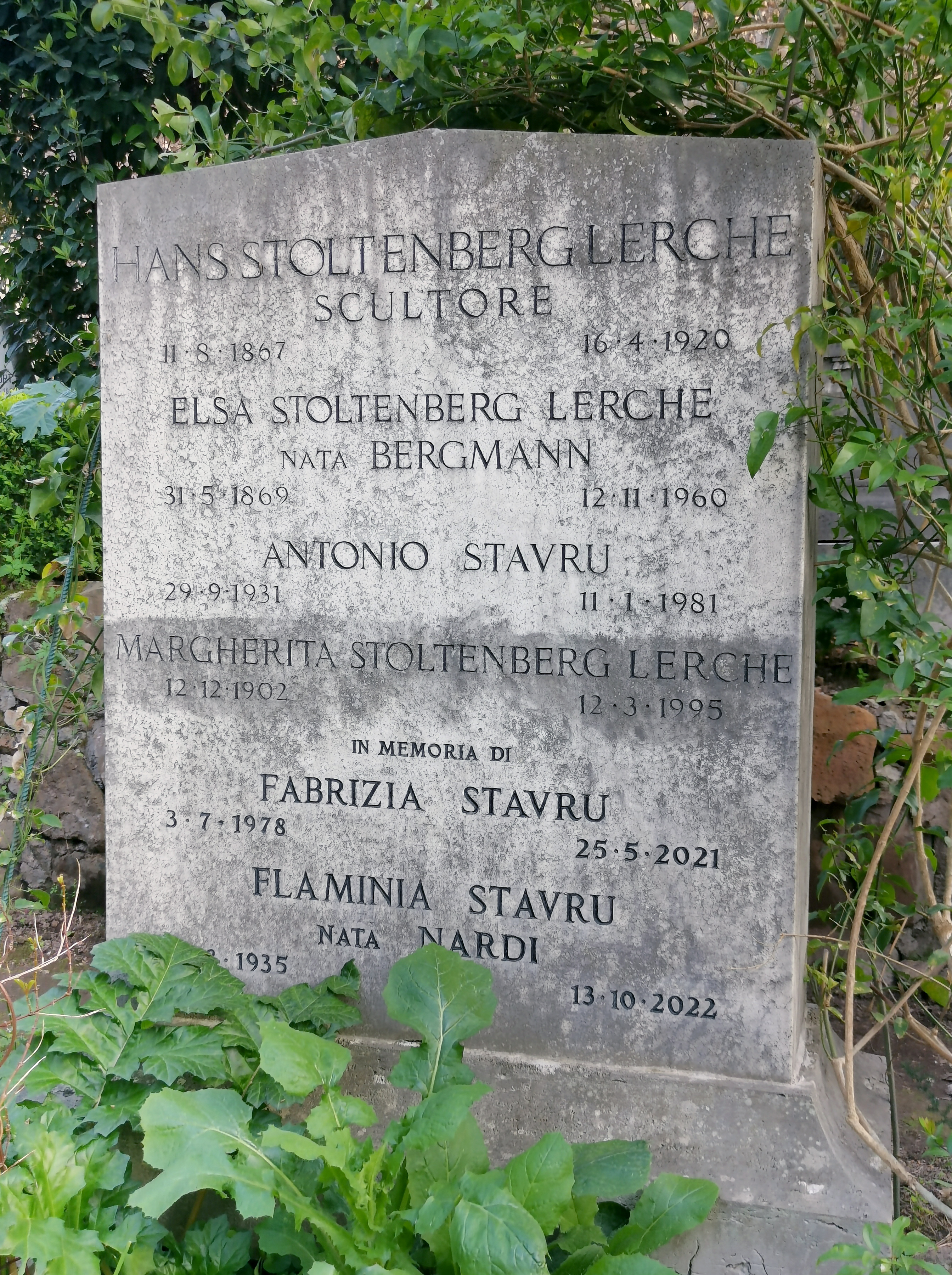
Grab auf dem Protestantischen Friedhof Rom

Stoltenberg Lerche war das erste Kind aus der Ehe des Malers Vincent Stoltenberg Lerche und dessen Frau Marie (geborene Rittershausen, 1842–1926), der Tochter des praktischen Arztes Carl Heinrich Alfred Rittershausen. Er wuchs in Deutschland auf und hatte die norwegische Staatsbürgerschaft. Dort verbrachte er aber nur selten Zeit, vertrat das Land aber im Rahmen internationaler Gruppenausstellungen und hielt engen Kontakt mit den norwegischen Gemeinden in Paris und Rom, wo er ab 1909 lange Zeit lebte.
Lerche war anfangs Maler und machte von 1884 bis 1886 in einer deutschen Töpferwerkstatt eine Ausbildung zum Keramiker. Nebenbei fertigte er Illustrationen für deutsche Zeitschriften. Ab 1886 war er als Bildhauer und Kunsthandwerker tätig. Dann studierte er von 1886 bis 1890 in Neapel und Paris Bildhauerei. 1891 war er in Paris Schüler des Malers Eugène Carrière.
Er schuf eine Vielzahl von Skulpturen. Zahlreiche Modelle wurden von der Manufaktur Goldscheider, Wien und Paris, in Zinn bzw. Zinkguss und Fayence ausgeführt. Seine Werke werden auch heute noch auf Auktionen gehandelt.
Er wurde auf dem Protestantischen Friedhof in Rom beerdigt (Grabnummer 1-14-12). Sein Sohn war der Ingenieur Jean-Gustave Stoltenberg-Lerche (1898–1979).

## Ausstellungsteilnahmen (Auswahl)
- 1892–1895, 1899–1900, 1913: Salon der société nationale des beaux-arts, Paris
- 1896: Høstutstillingen, Oslo
- 1900: Weltausstellung, Paris
- 1901: International Exposition of Ceramics and Glass, Sankt Petersburg
- 1902: Prima Esposizione Internazionale d’Arte Decorativa Moderna, Turin
- 1905, 1907, 1912: Biennale di Venezia, Venedig
- 1906: Weltausstellung, Mailand (Seine Aufsehen erregende Kollektion von Keramiken, Bronzen und anderen Metallarbeiten wurde bei einem damaligen Ausstellungsbrand zerstört.[6])
- 1909: Große Berliner Kunstausstellung, Berlin
- 1905: Panama-Pacific International Exposition, San Francisco

## Auszeichnungen und Ehrungen
- 1900: Goldmedaille bei der Weltausstellung in Paris[7]
- 1901: Goldmedaille bei der International Exposition of Ceramics and Glass
- 1902: Ehrendiplom bei der Prima Esposizione Internazionale d’Arte Decorativa Moderna
- 1915: Silbermedaille für Bildhauerkunst bei der Panama-Pacific International Exposition
- 1915: Lobende Erwähnung für Medaillen- und Plakettenkunst bei der Panama-Pacific International Exposition